# Columbina passerina
La tortorina comune, tortora passerina o tortorella passerina terrestre (Columbina passerina Linnaeus, 1758) è un uccello appartenente alla famiglia Columbidae diffuso nel continente americano.

## Descrizione
La tortorina comune misura circa 17 cm di lunghezza. È una piccola colomba dall'aspetto tarchiato con coda e ali corte il cui piumaggio ha una tonalità grigio-bruna con disegni a scaglie bianche sul petto e macchie scure sulle ali. Una colorazione castana piuttosto vivace delle remiganti è visibile solo ad ali aperte.

## Biologia
Si nutre prevalentemente di semi caduti sul terreno; è spesso visibile in coppie o in gruppi mentre cammina in cerca di cibo. Nidifica sia a terra sia sugli alberi e il nido è costituito da una piattaforma di rametti.

## Distribuzione e habitat
La specie è stanziale ed è diffusa negli Stati Uniti meridionali, in diversi paesi dell'America centrale e meridionale, inclusi i Caraibi.

## Tassonomia
Sono note le seguenti sottospecie:
- Columbina passerina passerina (Linnaeus, 1758)
- Columbina passerina pallescens (Baird, SF, 1860)
- Columbina passerina socorroensis (Ridgway, 1887)
- Columbina passerina neglecta (Carriker, 1910)
- Columbina passerina bahamensis (Maynard, 1887)
- Columbina passerina exigua (Riley, 1905)
- Columbina passerina insularis (Ridgway, 1888)
- Columbina passerina umbrina Buden, 1985
- Columbina passerina jamaicensis (Maynard, 1899)
- Columbina passerina portoricensis (Lowe, 1908)
- Columbina passerina nigrirostris (Danforth, 1935)
- Columbina passerina trochila (Bonaparte, 1855)
- Columbina passerina antillarum (Lowe, 1908)
- Columbina passerina albivitta (Bonaparte, 1855)
- Columbina passerina parvula (Todd, 1913)
- Columbina passerina nana (Todd, 1913)
- Columbina passerina quitensis (Todd, 1913)
- Columbina passerina griseola von Spix, 1825